# James Harris Simons
James Harris Simons, detto Jim (Cambridge, 25 aprile 1938 – New York, 10 maggio 2024), è stato un matematico, imprenditore e filantropo statunitense.
Personalità di spicco nel mondo accademico e della finanza, nel 1982 fondò la Simons Renaissance Technologies Corporation, una società privata di investimento con sede a New York avente in gestione oltre 30 miliardi di dollari, divenendo poi presidente dell'azienda, divenuto poi uno degli hedge fund di maggior successo al mondo.
Maturò, secondo le stime, 2,5 miliardi di dollari nel 2008, 2,8 miliardi di dollari nel 2007, 1,7 miliardi di dollari nel 2006 1,5 miliardi di dollari nel 2005 e 670 milioni di dollari nel 2004. Con una stima al 2020 del patrimonio netto di circa 23,5 miliardi di dollari, venne classificato da Forbes come la ventunesima persona più ricca in America; nel 2006 venne proclamato dal Financial Times come il miliardario più "intelligente".

## Biografia

### Origini e carriera
Nipote del proprietario di una fabbrica di scarpe nel Massachusetts, si laureò nel 1958 in matematica presso il Massachusetts Institute of Technology, e nel 1962, a soli 23 anni, con un dottorato di ricerca analogo, presso l'Università della California - Berkeley. Dal 1961 al 1964, insegnò matematica presso l'Università di Lancaster. Tra il 1964 e il 1968, fu tra il personale di ricerca della Divisione Comunicazione di ricerca per l'Institute for Defense Analyses (IDA). Nel 1968, venne nominato presidente del dipartimento di matematica alla Stony Brook University.
Nel 1976, vinse il Premio Oswald Veblen per la geometria dell'American Mathematical Society, per un lavoro di "Rivisitazione sulla minimizzazione multi-dimensionale di superfici e forme caratteristiche". Ciò dimostrò la validità della congettura di Bernstein fino alla ottava dimensione, e un miglioramento del risultato di Wendell Helms Fleming su una generalizzazione del problema di Plateau. Divenne noto anche per i suoi studi sul riconoscimento di pattern. Inoltre, insieme con Shiing-Shen Chern, descrisse le forme di Chern-Simons che avrebbero avuto un ruolo significativo in fisica teorica, essendo alla base della teoria di Chern-Simons e fornendo una base teorica per unire geometria e topologia con la teoria quantistica dei campi.
Nel 1978, lasciò l'università per la creazione di un fondo d'investimento per scambi in merci e strumenti finanziari su base discrezionale.

### LaRenaissance Technologies
Per oltre due decenni l'hedge fund Renaissance Technologies fu operativo nei mercati di tutto il mondo. James Simons utilizzò complessi modelli matematici per analizzare ed eseguire operazioni, molte delle quali automatizzate. La 'Renaissance' venne progettata per utilizzare modelli per prevedere le variazioni di prezzo e mediante serie storiche cercando di fare delle previsioni.

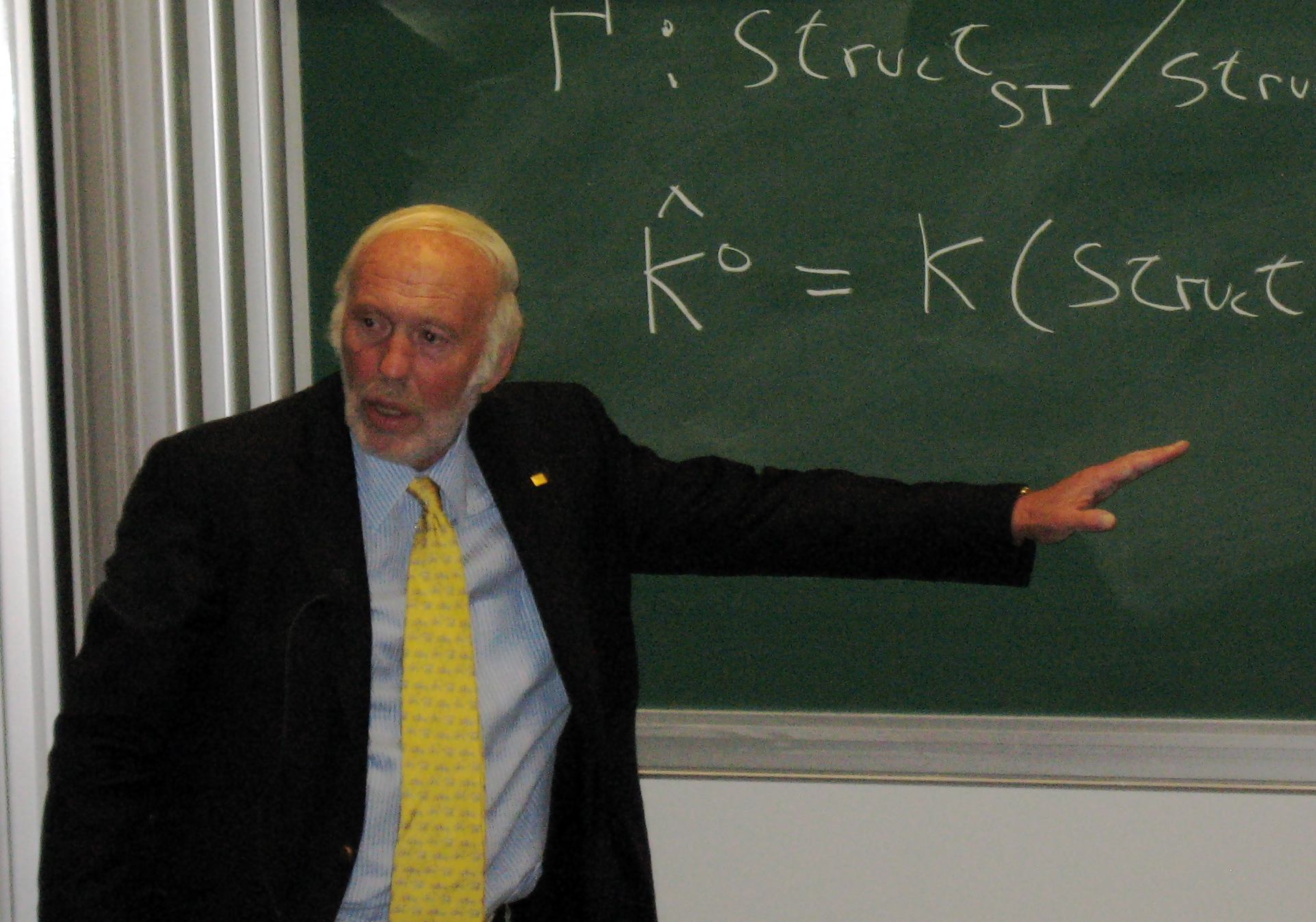
James Harris Simons durante una lezione nel 2007

Per l'elaborazione di tali previsioni, furono impiegati molti specialisti di formazione non economica, come matematici, fisici, ingegneri e statistici. Per esempio, il Renaissance Institutional Equities Fund (RIEF), fu progettato per gestire fino a 100 miliardi di dollari. Il RIEF storicamente trainò il fondo Medallion, un fondo separato dove furono depositati solo i conti personali dei dirigenti della società.
"È sorprendente vedere un matematico di successo raggiungere il successo in un altro settore", affermò Edward Witten, professore di fisica presso l'Institute for Advanced Study di Princeton, considerato da molti dei suoi colleghi uno dei migliori fisici teorici viventi. Nel 2006 Simons venne nominato ingegnere finanziario dell'anno da parte della International Association of Financial Engineers. Nel 2007 si stimò che avesse personalmente guadagnato 1,7 miliardi di dollari.

### Autismo
La fondazione della famiglia si impegnò a donare 38 milioni di dollari in cause relative all'autismo. La fondazione previde di spendere oltre 100 milioni di dollari in quello che sarebbe poi divenuto il più grande investimento privato nel settore della ricerca sull'autismo, mentre Simons personalmente esercitò il controllo su dove e come il suo denaro dovesse essere speso. Fornì inoltre, per motivi di studio, il DNA della sua famiglia, avendo egli stesso una figlia autistica. Quando il MIT gli chiese finanziamenti per la ricerca sul cervello, accettò a condizione che il progetto fosse incentrato sull'autismo.
L'11 giugno 2003, la Fondazione Simons ospitò il suo primo "Gruppo di esperti scientifici sulla ricerca sull'autismo" di New York, un lungo giorno di ricerca per evidenziare le cause possibili dell'autismo, la precisa mappatura genomica di questa disabilità, e lo studio della biochimica dei meccanismi cerebrali delle persone con autismo. I partecipanti furono: David Amaral, il Dr. Eric Courchesne, il Dr. Heinz Nathaniel, Tom Insel, Catherine Signore, il Dr. Fred Volkmar e il Dr. Paul Greengard. La Fondazione donò in seguito 10 milioni di dollari a due ricercatori del ‘Child Study Center’ (Centro studi sul bambino), presso l'Università Yale, per lo studio su come il fattore genetico sia determinante per l'insorgere dell'autismo.

## Vita privata
Visse con la moglie a Manhattan e Long Island ed ebbe cinque figli. Raramente concesse interviste citando, a sua giustificazione, Benjamin, l'asino della Fattoria degli animali: "Dio mi ha dato una coda per scacciare le mosche. Ma io avrei preferito non avere né coda né mosche."

## Omaggi
Nel 2016 l'Unione Astronomica Internazionale diede il suo nome all'asteroide 6618 scoperto nel 1936, in considerazione dei suoi contributi alla matematica ed alla filantropia.